# Jaroslav Drobný (football)
 (août 2025).
Pour les articles homonymes, voir Drobný.
Jaroslav Drobný est un footballeur international tchèque, né le 18 octobre 1979 à Počátky, qui évolue au poste de gardien de but.

## Carrière
- 1998-2001 : SK České Budějovice  Tchéquie
- 2001-2005 : Panionios  Grèce
- 2005-2006 : Fulham FC  Angleterre
- Jan.2006-2006 : ADO La Haye  Pays-Bas (prêt)
- Jan.2007-2007 : VfL Bochum  Allemagne (prêt)
- 2007-2010 : Hertha Berlin  Allemagne
- 2010-2016 : Hambourg SV  Allemagne
- 2016-Jan.2019 : Werder Brême  Allemagne
- depuis Jan.2019 : Fortuna Düsseldorf  Allemagne

## Sélections
- 16 sélections et 0 buts avec la sélection de Tchéquie espoirs.
- 7 sélections avec la Tchéquie A.